# ノーフォーク・アンド・ウェスタン鉄道

ロゴマーク

ノーフォーク・アンド・ウェスタン鉄道（ノーフォーク・アンド・ウェスタンてつどう、N&W: 英語: Norfolk and Western Railway、報告記号はNW）は、200以上の鉄道会社を合併してできた、アメリカ合衆国で1838年から1982年まで存在していた1級鉄道会社である。その150年間の歴史を通じて大半の期間、本社はバージニア州ロアノークにあった。
ノーフォーク・アンド・ウェスタン鉄道は、社内のロアノーク工場で蒸気機関車とホッパ車を製造していたことで知られる。1960年頃、アメリカの主要な鉄道会社の中で最後に蒸気機関車からディーゼル機関車へと移行した。
20世紀中ごろ、ノーフォーク・アンド・ウェスタン鉄道は長年のライバルであった、ポカホンタス炭田で運行するバージニアン鉄道と合併し、さらにニッケル・プレート鉄道やウォーバッシュ鉄道など隣接地域の他の鉄道会社と合併を繰り返して規模と収益性を拡大し、合衆国内14州とカナダの1州に範囲を広げて、大西洋からミシシッピ川、五大湖の間で7,000マイル（11,000km）以上に及ぶ路線網を形成した。
ノーフォーク・アンド・ウェスタン鉄道は、同じく収益性の高い鉄道会社であったサザン鉄道と合併して、1982年にノーフォーク・サザン鉄道となった。

## ウィリアム・マホーンによる建設と南北戦争
ノーフォーク・アンド・ウェスタン鉄道は、ジェームズ川の港であるバージニア州シティポイント（City Point）（現在はホープウェル市となっている）から、アポマトックス川（Appomattox River）の滝線上にある同州ピーターズバーグまでを結んでいた、全長9マイル（14km）の短距離鉄道のシティ・ポイント鉄道（City Point Railroad）に始まる。1854年、シティ・ポイント鉄道は、ピーターズバーグとリンチバーグを結びそこでバージニア・アンド・テネシー鉄道（Virginia and Tennessee Railroad）やジェームス・リバー・アンド・カナワ運河（James River and Kanawha Canal）と連絡していた、サウス・サイド鉄道（South Side Railroad）の一部となった。
1847年にバージニア士官学校の工学課程を卒業したウィリアム・マホーンは、フランシス・マロリー博士（Dr. Francis Mallory）に採用されて1853年からノーフォーク・アンド・ピーターズバーグ鉄道（Norfolk and Petersburg Railroad）の建設に関わり、南北戦争前の時期にその社長に就任した。バージニア州ノーフォークそばのグレート・ディスマル・スワンプ（大沼地帯、Great Dismal Swamp）を横断するために建設されたマローンの革新的な丸太道は、沼の表面の下に直角に材木の基礎を敷きこんだものであった。150年後の現在でもなお使用されており、膨大な石炭輸送の荷重に耐えている19世紀の非常に効果的な建設物である。
マホーンは、バージニア州アイルオブワイト郡のスミスフィールド（Smithfield）出身の、オテリア・バトラー（Otelia Butler）と結婚した。彼女は教養のある女性であったと言われている。彼女の父親、ロバート・バトラー博士（Dr. Robert Butler）は、バージニア州の財務長官であった。
有名な話として、オテリアとウィリアムは新しく完成したノーフォーク・アンド・ピーターズバーグ鉄道の52マイル（84km）のサフォーク（Suffolk）とピーターズバーグを結ぶ接線上の路線に乗って旅行しながら、当時彼女が読んでいたウォルター・スコット卿の書いたアイヴァンホーの中から駅に名前を付けていった。スコットランドの歴史的な小説の中から、ウィンザー（Windsor）、ウェーブリー（Waverly）、ウェークフィールド（Wakefield）の名前が選ばれている。彼女はまた、スコットランドの一族のMcIvorという名前からサウサンプトン郡のアイボア（Ivor）という小さな町の名前を作り出した。2人が合意できなかった場所では、2人はその「論争」を記念して新しい言葉を作り出したと言われ、それが小さなディスプタンタ（Disputanta）の町が名づけられた由来となっている。ノーフォーク・アンド・ピーターズバーグ鉄道は1858年に完成した。
南北戦争中、マホーンはアメリカ連合国の陸軍少将となった。彼は1864年から1865年に掛けてのピーターズバーグ包囲戦中のクレーターの戦いでの活躍で英雄とみなされている。オテリアは連合国首都のリッチモンドで看護師として働いた。
ノーフォーク・アンド・ピーターズバーグ鉄道のうち、ズニ（Zuni）にあるブラックウォーター川（Blackwater River）から東の部分は戦争の大半を通じて合衆国側の手にあり、戦争でかなりの被害を受けた。シティ・ポイント鉄道の東側は、合衆国側のユリシーズ・グラント将軍にとってピーターズバーグ包囲戦の中で重要な役割を果たしており、合衆国軍用鉄道（United States Military Railroad）の手で運行されていた。サウス・サイド鉄道もまたかなり破壊された。
アポマトックスで1865年4月9日にロバート・E・リー将軍が降伏した後、配下の将軍たちに対して、帰還して南部の再建に力を注ぐように命じ、マホーンもこの指示に従った。

## アトランティック・ミシシッピ・アンド・オハイオ鉄道の創設とノーフォーク・アンド・ウェスタン鉄道の成立
マホーン夫妻は、南北戦争後のバージニア州が再建に向けて動き出した時期では著名な人物であった。戦後、マホーンは「彼の」ノーフォーク・アンド・ピーターズバーグ鉄道の再建に早速取り掛かり、3つの幹線をバージニア南部を横切って西部への連絡点へとつなぐ彼の夢を再開した。彼は何とか3つ全ての社長になり、1870年にノーフォーク・アンド・ピーターズバーグ鉄道、サウス・サイド鉄道、バージニア・アンド・テネシー鉄道を連合させて、ノーフォークからブリストル（Bristol）までの408マイル（657km）の新線を延ばしてアトランティック・ミシシッピ・アンド・オハイオ鉄道（AM&O: Atlantic, Mississippi and Ohio Railroad）を形成する原動力となった。マホーン夫妻は本社をアトランティック・ミシシッピ・アンド・オハイオ鉄道の中間にあるリンチバーグへと移転させた。同社のAM&Oという略字は、"All Mine and Otelia's"（全て私とオテリアのもの）という言葉の略字であると言われている。同社は4番目の路線としてカンバーランド・ギャップ（Cumberland Gap）を通じてケンタッキー州への路線を計画したが、結局建設されなかった。
1870年代前半、アトランティック・ミシシッピ・アンド・オハイオ鉄道は数年間に渡って利益を上げたが、他の多くの鉄道会社と同じように、1873年の不況（Panic of 1873）の影響で経営危機に陥った。マホーンは、イングランドとスコットランドの債券保有者との関係が悪化する1876年までさらに数年経営を続けたが、その後破産管財人が彼の仕事を監督するようになった。破産管財人の管理下での数年間にわたる運営の後、1881年に北部の資本が経営権を握って、マホーンの鉄道建設者としての役割が終わった。
アトランティック・ミシシッピ・アンド・オハイオ鉄道は競売に掛けられ、ペンシルバニア鉄道と提携していたフィラデルフィアの個人銀行会社であるE.W.クラーク（E.W.Clark）によって買収された。E.W.クラークは、ポトマック川から峡谷をたどって建設中で、南部への接続を欲していたシェナンドー・バレー鉄道（Shenandoah Valley Railroad）を保有していた。アトランティック・ミシシッピ・アンド・オハイオ鉄道は、おそらくは、ノーフォークの住民が1850年代に申請した鉄道免許から名前を取られてノーフォーク・アンド・ウェスタン鉄道と改称した。鉄道業界における経営は失ったが、マホーンはバージニア州の政界では相変わらず活躍しており、調整党（Readjuster Party）の党首となった。そのため、彼は州がアトランティック・ミシシッピ・アンド・オハイオ鉄道の売却で得た収益の一部を、彼のピーターズバーグの住居近くの共同体のために使わせるように取り計らうことができた。これには現在バージニア州立大学（Virginia State University）となった大学や現在セントラル・ステート・ホスピタルとなった精神保健施設を設立する基金を含んでいる。マホーンは、ピーターズバーグのウィリアム・キャメロン（William E. Cameron）のバージニア州知事選挙への段取りをつけ、また彼自身も後にアメリカ合衆国上院議員を1期務めている。彼はワシントンD.C.で1895年にひどい脳梗塞に襲われて直後に亡くなった。オテリアは1911年に亡くなるまでピーターズバーグで暮らした。

## キンボール社長時代とオハイオへの拡張
ノーフォーク・アンド・ウェスタン鉄道が設立された1881年5月、ジョージ・F・タイラー（George F. Tyler）が社長に任命された。土木技術者でクラーク社に協力していたフレデリック・J・キンボール（Frederick J. Kimball）は初代の副社長となった。マホーンが1855年に雇ったことがあるヘンリー・フィンク（Henry Fink）は2代目の副社長、後に総監督となった。シェナンドー・バレー鉄道とノーフォーク・アンド・ウェスタン鉄道の接続点として、キンボールと取締役会は、ロアノーク川に面したバージニア州の小さな村、ビッグ・リック（Big Lick）を選んだ。後に村はロアノークと改称された。
会社が1881年に設立された当初は主に農産物を輸送していたが、地質学に強い関心のあったキンボールは、バージニア州西部とウェストバージニア州南部のポカホンタス炭田を開発する方向へと会社の舵を切った。1881年中ごろ、ノーフォーク・アンド・ウェエスタン鉄道はニュー・リバー鉄道（New River Railroad）、マイニング・アンド・マニュファクチャリング会社（Mining and Manufacturing Company）、ブルーストーン鉄道（Bluestone Railroad）、イースト・リバー鉄道（East River Railroad）という4つの路線の営業権を手に入れた。これらの会社はキンボールが社長を務めるニュー・リバー鉄道へと統合され、ノーフォーク・アンド・ウェスタン鉄道のニュー・リバーディビジョンの基礎となった。ニュー川の西岸のニュー・カナワ（New Kanawha）からパラスキ・カウンティ（Pulaski County）を通ってジャイルズ・カウンティ（Giles County）へ入り、グレン・リン（Glen Lyn）近くのイースト川河口までがすぐに建設された。そこから新線はイースト川に沿って遡り、バージニア州とウェストバージニア州の境界を何度も行ったり来たりしながらグレート・フラット・トップ・マウンテン（Great Flat Top Mountain）近くの炭田へと到達する。
石炭は当初ノーフォークへと輸送され、まもなくノーフォーク・アンド・ウェスタン鉄道にとって主要な輸送品となり、大きな収益をもたらした。キンボールはノーフォーク・アンド・ウェスタン鉄道全体の社長に就任し、更なる拡張を監督した。彼の経営の元で、会社はウェストバージニア州の荒野を通じて路線を延ばし、オハイオ拡張によりついにオハイオ川を北へ横断してオハイオ州コロンバスへと到達した。長らくノーフォーク・アンド・ウェスタン鉄道が借り受けていたシェナンドー・バレー鉄道を含むいくつかの路線を買収して、路線網をオハイオ川に沿って西へシンシナティまで延ばし、南はリンチバーグからノースカロライナ州ダーラムへ、ロアノークからノースカロライナ州ウィンストン・セーラムへと延ばした。これにより、キンボールが1903年に死去するまで使われ続けた基本路線構造が完成した。
ネルソン・ブレイクが書いたウィリアム・マホーンの伝記によれば、マホーンは鉄道に対する経営権を1881年に失ったが、新しい炭田地帯にかなりの土地を個人的に所有し続けており、ノーフォーク・アンド・ウェスタン鉄道の拡張とその石炭輸送により、彼は死んだ1895年までにバージニア州でもっとも豊かな人間となっていたという。

## 石炭

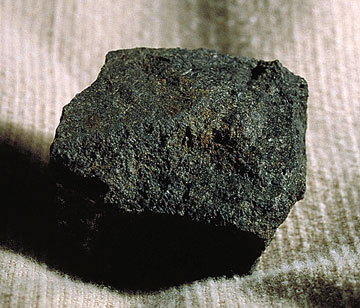
瀝青炭

1885年、40万エーカー（1,600平方キロメートル）におよぶ瀝青炭の炭田を保有していたいくつかの小さな鉱山会社が炭田最大の土地所有者となる、フィラデルフィアに本社を置くフラット・トップ・コール・ランド・アソシエーションを形成した。ノーフォーク・アンド・ウェスタン鉄道はこの協会を買収してポカホンタス・コール・アンド・コーク社へ再編し、さらに後にポカホンタス・ランド社へ改称して、現在はノーフォーク・サザン社の子会社となっている。
ポカホンタス炭田の高品質の瀝青炭の評判が高まるにつれて、経済的な力が席巻した。炭鉱の操業会社とその労働者は何ダースもの町をウェストバージニア州南部に設立し、その数年後に石炭の需要が増加したことにより、彼らの中には財を成すものも現れた。田舎町にすぐに飲み屋、コークス炉、労働者住宅、会社経営の商店、教会などが建っていった。1929年の世界恐慌までの40年間とその後の不況の時期、これらの炭鉱町は繁栄の時期を迎えていた。例えば、ウェストバージニア州ブラムウェル（Bramwell）はその絶頂時、アメリカ国内で人口当たりの百万長者の人数が最も多い町であった。
1886年、ノーフォーク・アンド・ウェスタン鉄道は、ノーフォークの北にあるノーフォーク・カウンティ（Norfolk County）のランバーツ・ポイント（Lambert's Point）の石炭桟橋へ直結する線路を延長した。ランバーツ・ポイントにはハンプトン・ローズを通じて石炭を出荷するための、世界最大規模の石炭積み出し設備が建設されていた。労働者とその家族を収容するための住宅地も建設された。ランバーツ・ポイントの初期の居住者は石炭産業関係者であった。
炭田が開かれたことにより、ノーフォーク・アンド・ウェスタン鉄道は繁栄し、またポカホンタス炭は世界的に有名になった。1900年までには、ノーフォークは東海岸で最大の石炭輸出港となった。ノーフォーク・アンド・ウェスタン鉄道と、後に隣接するバージニアン鉄道によって運ばれた石炭は、当時の世界の海軍の燃料のおよそ半分を占め、現代でも世界中の製鉄所や発電所で燃料として使われている。

## ロアノーク工場
ノーフォーク・アンド・ウェスタン鉄道は、ロアノークにあった大規模なロアノーク工場で、蒸気機関車を内製していたことで有名である。これはアメリカではあまり一般的ではないことで、世界的に見ても珍しいものであった。ただし、イギリスの鉄道では自社で機関車を製造したり、メーカーが設計した機関車を買うのではなく鉄道会社が設計した機関車を発注したりすることは普通であったし、日本でもそういう例は存在する。
ノーフォーク・アンド・ウェスタン鉄道ロアノーク工場では何千人もの職人を雇っており、機関車を製造するだけではなく様々な種類の車両について多くの仕事をこなしていた。長年にわたってノーフォーク・アンド・ウェスタン鉄道はその製品を洗練してきた。最終期のクラスA、J、Y6などの機関車がその成果である。社内で設計し、製造し、保守してきたこれらの3形式は、同社の蒸気機関車の技術の優秀さを鉄道業界に知らしめた。ノーフォーク・アンド・ウェスタン鉄道が蒸気機関車にこれほど肩入れしたのは、1つには製造設備と製造・運行に関わる人員にかなりの投資をしてきたからでもあるし、もう1つには同社が石炭を主要な輸送品目としていたからでもある。バージニアン鉄道を買収したすぐ後の1960年、ノーフォーク・アンド・ウェスタン鉄道は、アメリカの主要な鉄道では最後にディーゼル機関車へと移行した。蒸気機関車の製造が終了しても、ロアノーク工場はその他の種類の車両の製造と修理を続けており、ノーフォーク・サザン鉄道の時代になり、さらに21世紀になっても続けられている。

## 保存機関車

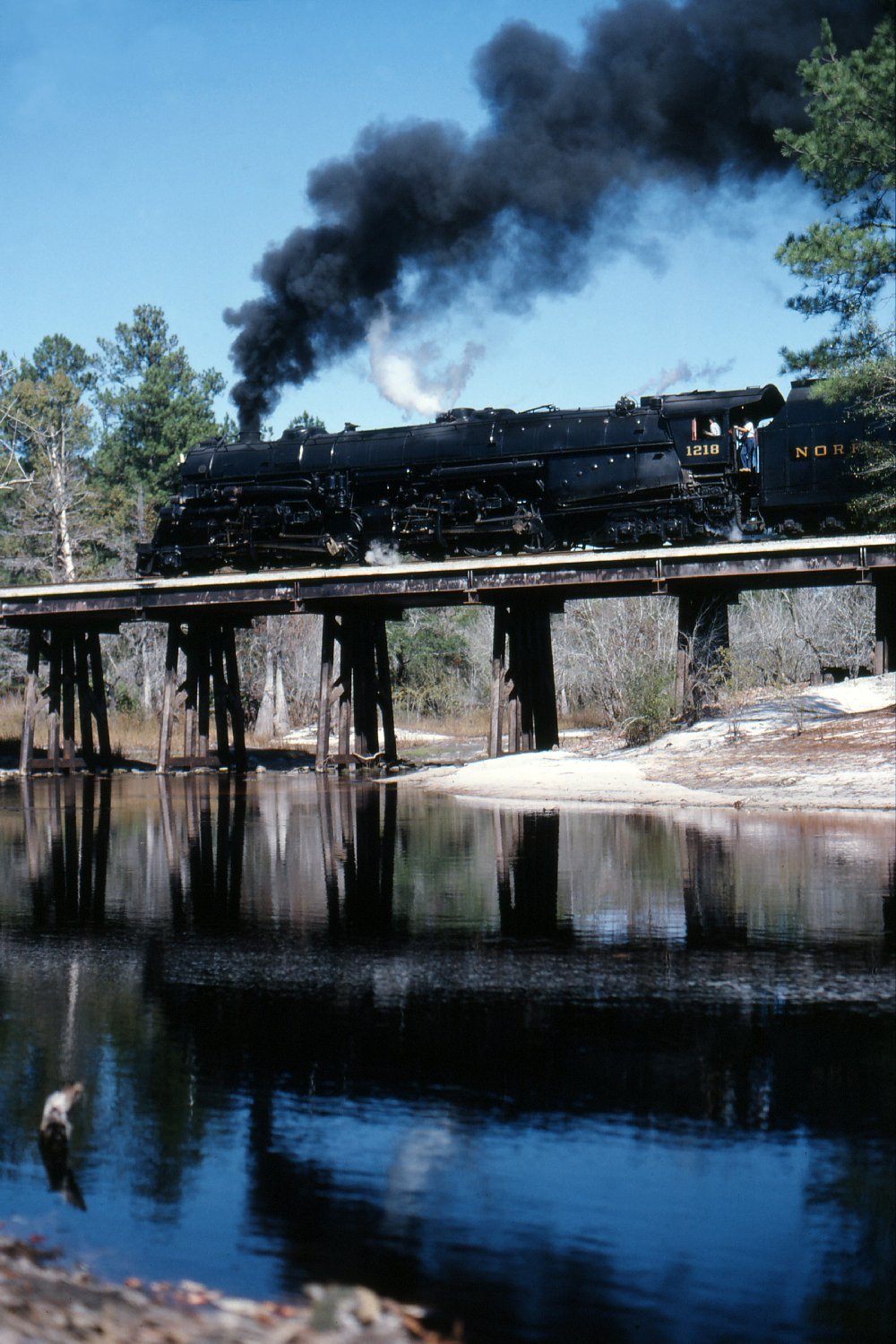
1218 USA 1987年

ノーフォーク・アンド・ウェスタン鉄道の有名な蒸気機関車のうち何両かは保存されており、例えばJクラスの611号（Norfolk and Western 611）、Aクラスの1218号（Norfolk & Western 1218）などは、ノーフォーク・サザンの最初の社長、ロバート・クレイター（Robert B. Claytor）の時代の1990年代まで観光運転に使われていた。
これらの機関車は現在はロアノークにあるバージニア交通博物館（Virginia Museum of Transportation）で静態保存されている。ミズーリ州セントルイスにある国立交通博物館（National Transportation Museum）では、クラスY6aの2156号（Norfolk & Western 2156）が保存されている。クラスMの475号は、ペンシルベニア州ストラスバーグ（Strasburg）のストラスバーグ鉄道で今も運行されている。

## 世界大戦と大恐慌
ノーフォーク・アンド・ウェスタン鉄道は、第一次世界大戦から大恐慌、第二次世界大戦を通じて収益を上げ続け、決まった配当を出し続けた。第一次世界大戦中、ノーフォーク・アンド・ウェスタン鉄道は、アメリカ合衆国鉄道管理局の戦時買収の下で、その隣接する競合事業者であるバージニアン鉄道と共同運営された。運行の効率はとても重要であった。そして戦争が終わり、鉄道がそれぞれの本来の持ち主の手に返されて競争が再び始まっても、ノーフォーク・アンド・ウェスタン鉄道はバージニアン鉄道のバージニア州における線形のよい線路に執着した。しかしながら、合衆国州際通商委員会に合併を拒否され、最終的にノーフォーク・アンド・ウェスタン鉄道とバージニアン鉄道の合併が承認されたのは1950年代になってからのことであった。
ノーフォーク・アンド・ウェスタン鉄道はこの時期、安全性でも優れており、1938年のハリマン賞（E. H. Harriman Award）を受賞した。1939年に発行された販促パンフレットでは、「アメリカ安全博物館は、アメリカ合衆国の一級鉄道事業者の中で傑出した安全記録に対して、12年間で2度目のハリマン記念金メダルをノーフォーク・アンド・ウェスタン鉄道に対して与えた」と書かれている。また、1924年から1938年までの間に100万人の乗客を8600万マイル以上の距離、無事故で輸送したことも特筆される。

## バージニアン鉄道
バージニアン鉄道は、ウィリアム・ページ（William N. Page）とヘンリー・H・ロジャーズによって計画され、建設された。ページは技術者を支援してチェサピーク・アンド・オハイオ鉄道をウェストバージニア州の山並みを越えて建設し、またロジャーズは20世紀初期に彼らが協調する以前に既に百万長者でスタンダード・オイルの社長であった。
当初、バージニアン鉄道のプロジェクトは80マイル（130km）ほどの短い鉄道であった。談合して彼らを締め出した大鉄道会社により、石炭輸送によい運賃で参入することができず、プロジェクトは拡大した。ロジャーズは初期には経営にあまり関わらない人物で、また大鉄道会社はページを大した人間ではないと考えていた。しかしながら、彼らは「山から海まで」の、ウェストバージニア南部の炭田からハンプトン・ローズにあるノーフォーク近郊のスーウェルズ・ポイント（Sewell's Point）の桟橋までの鉄道を計画し、建設した。彼らは、2つの小さな鉄道、ウェストパージニア州のディープウォーター鉄道（Deepwater Railway）とバージニア州のタイドウォーター鉄道（Tidewater Railway）を建設することで、既に存在している大鉄道会社である、チェサピーク・アンド・オハイオ鉄道とノーフォーク・アンド・ウェスタン鉄道の目と鼻の先で、このプロジェクトを実行した。一旦建設許可と土地の購入を取り付けると、この2つの小さな鉄道は1907年に合併してバージニアン鉄道となった。
ページが技術面を担当し、ロジャーズがほとんどを出資したバージニアン鉄道は、最善の経路と設備を購入して運行経費を下げるという方針で建設されていた。
鉄道完成の献辞をマーク・トウェインがノーフォークで行い、そのわずか6週間後の1909年5月、完成した鉄道の検査工程をたった1度しただけでロジャーズは亡くなった。同年6月、ブッカー・T・ワシントンがロジャーズの個人用の車両「ディキシー」（Dixie）に乗ってバージニアン鉄道で旅をしながら演説をしてまわり、ロジャーズが南部の多くの小さな学校や高等教育機関に寄付をして黒人の生活の改善に貢献したことを明らかにした。
50年にわたり、バージニアン鉄道のその最高規格の線路は、強大な競合者であるチェサピーク・アンド・オハイオ鉄道とノーフォーク・アンド・ウェスタン鉄道との石炭輸送を巡る競争に貢献した。ロジャーズの哲学に沿って600マイル（970km）ほどの路線を敷いたバージニアン鉄道は、その歴史を通じて利益を上げ続け、「世界でもっとも裕福な小鉄道」と呼ばれた。バージニアン鉄道では最大規模の蒸気・電気・ディーゼル機関車を運行した。
バージニアン鉄道では134マイル（216km）に渡る電化を1922年から1926年にかけて1500万ドルを掛けて実施し、バージニア州ナロウズ（Narrows）に独自の発電所も建設した。1925年から、1950年にエルクホーントンネル（Elkhorn Tunnel）とグレート・フラット・トップ・マウンテン地区の短い区間での電化設備を撤廃するまでの間、ノーフォーク・アンド・ウェスタン鉄道も同じ発電所からの電力を利用していた。合併後、バージニアン鉄道の電化設備も1962年に使用が中止された。

## 鉄道合併の時代 1960年 - 1982年
1959年にバージニアン鉄道がついにノーフォーク・アンド・ウェスタン鉄道に合併された時、州際通商委員会（ICC）の承認がアメリカの鉄道業界全体に合併と近代化の動きをもたらすと考えられた。1964年、この時代の合併の中でもかなり複雑な合併が起き、かつてのウォーバッシュ鉄道、ニッケル・プレート鉄道、ピッツバーグ・アンド・ウェスト・バージニア鉄道（Pittsburgh and West Virginia Railway）、アクロン・カントン・アンド・ヤングスタウン鉄道（Akron, Canton and Youngstown Railroad）がノーフォーク・アンド・ウェスタン鉄道に合併された。この合併と、1976年のシカゴに通じるより直接的な経路が加わったことにより、ノーフォーク・アンド・ウェスタン鉄道は大西洋と五大湖とミシシッピ川を一本の鉄道で結ぶ、中西部の重要な鉄道となった。
1960年代後半、ノーフォーク・アンド・ウェスタン鉄道はさらにデラウェア・アンド・ハドソン鉄道、エリー・ラッカワナ鉄道、レディング鉄道、セントラル・レールロード・オブ・ニュージャージーの組み合わせである持ち株会社デレコ（Dereco）を取得した。しかしながら、この子会社は北東部の困難を抱えた鉄道で構成されており、ノーフォーク・アンド・ウェスタン鉄道そのものへは合併されなかった。デレコの大半は後にコンレール（統合鉄道会社）となっている。コンレールの大部分を1999年にノーフォーク・サザン鉄道が入手した際に、このうちのいくらかの部分も一緒に入手している。1981年9月1日、イリノイ・ターミナル鉄道（Illinois Terminal Railroad）を手に入れている。ノーフォーク・アンド・ウェスタン鉄道はまた、ピードモント航空の主要出資者でもあった。

## 車運車によるトラック輸送との競争
1950年代、カナディアン・ナショナル鉄道は新機軸として一群の車運車を導入した。この車運車は2層構造で、妻部にドアを備えていた。その当時の標準からすれば巨大な車両で、75フィート（約23m）の長さで8台の自動車を搭載することができた。この車両はかなりの成功を収め、現代の有蓋車運車の開発へとつながった。3層構造のものは1970年代に開発された。
1960年代には、車運車は北アメリカにおいて新製乗用車の輸送に広く使われるようになった。かつて使われていた有蓋車と比べて、より多くの自動車を積め、また搭載作業が容易であった。さらに巨大な車運車と専用ターミナルがノーフォーク・アンド・ウェスタン鉄道やその他の鉄道によって開発された。
鉄道では、より安い費用で輸送することができ、覆いの無いトラックに比べると輸送中の破壊行為、悪天候、交通事情による破損から防護することができた。車運車により、鉄道は新製車両の長距離輸送において優位を占めることができ、鉄道業界がトラックとの競争に打ち勝つことのできた少ない品目の1つであった。

## ノーフォーク・サザン鉄道へ
1980年代初め、同じくアメリカ東部の小さな鉄道会社の組み合わせでできたCSXトランスポーテーションとより効率的に競争するために、ノーフォーク・アンド・ウェスタン鉄道は同じ利益を上げていたサザン鉄道と組んで、ノーフォーク・サザン鉄道を形成した。
今日では、かつてのノーフォーク・アンド・ウェスタン鉄道がノーフォーク・サザン鉄道の重要な部分を占めており、ノーフォークに本社を置くフォーチュン500企業の1つであり、その本社はランバーツ・ポイントの石炭桟橋のすぐそばにある。

## ノーフォーク・アンド・ウェスタン鉄道関連の人物
アトランティック・ミシシッピ・アンド・オハイオ鉄道とノーフォーク・アンド・ウェスタン鉄道と建設し、南北戦争後に発展させた多くの人々の中でも、以下に挙げた人々は特に有名である。
- ウィリアム・マホーン
- ジョージ・F・タイラー（Geroge F. Tyler）
- ヘンリー・フィンク（Henry Fink）
- フレデリック・J・キンボール（Frederick J. Kimball）
- ルシアス・E・ジョンソン（Lucius E. Johnson）
- ニコラス・D・マーハー（Nicholas D. Maher）
- ウィリアム・J・ジェンクス（William J. Jenks）
- アーサー・C・ニードルズ（Arthur C. Needles）
- ロバート・ホール・スミス（Robert Hall Smith）
- スチュアート・T・サウンダース（Stuart T. Saunders）
- ハーマン・H・ペブラー（Herman H. Pevler）
- ジョン・P・フィッシュウィック（John P. Fishwick）
- ロバート・B・クレイター（Robert B. Claytor）